# III arrondissement di Parigi
Il III arrondissement di Parigi, sulla rive droite, è il risultato dell'estensione della città nel XIII e XIV secolo, con gli edifici più antichi che risalgono oggi al XVIII secolo. Si tratta di un quartiere per lo più residenziale, del quale una gran parte è composta dal Marais.

## Dati
| Anno                        | Abitanti | Densità di popolazione (ab./km2) |
| --------------------------- | -------- | -------------------------------- |
| 1861 (picco di popolazione) | 99 116   | 84 642                           |
| 1962                        | 62 680   | 53 527                           |
| 1968                        | 56 252   | 48 038                           |
| 1975                        | 41 706   | 35 616                           |
| 1982                        | 36 094   | 30 823                           |
| 1990                        | 35 102   | 29 976                           |
| 1999                        | 34 248   | 29 247                           |
| 2006                        | 34 721   | 29 676                           |

## Principali monumenti

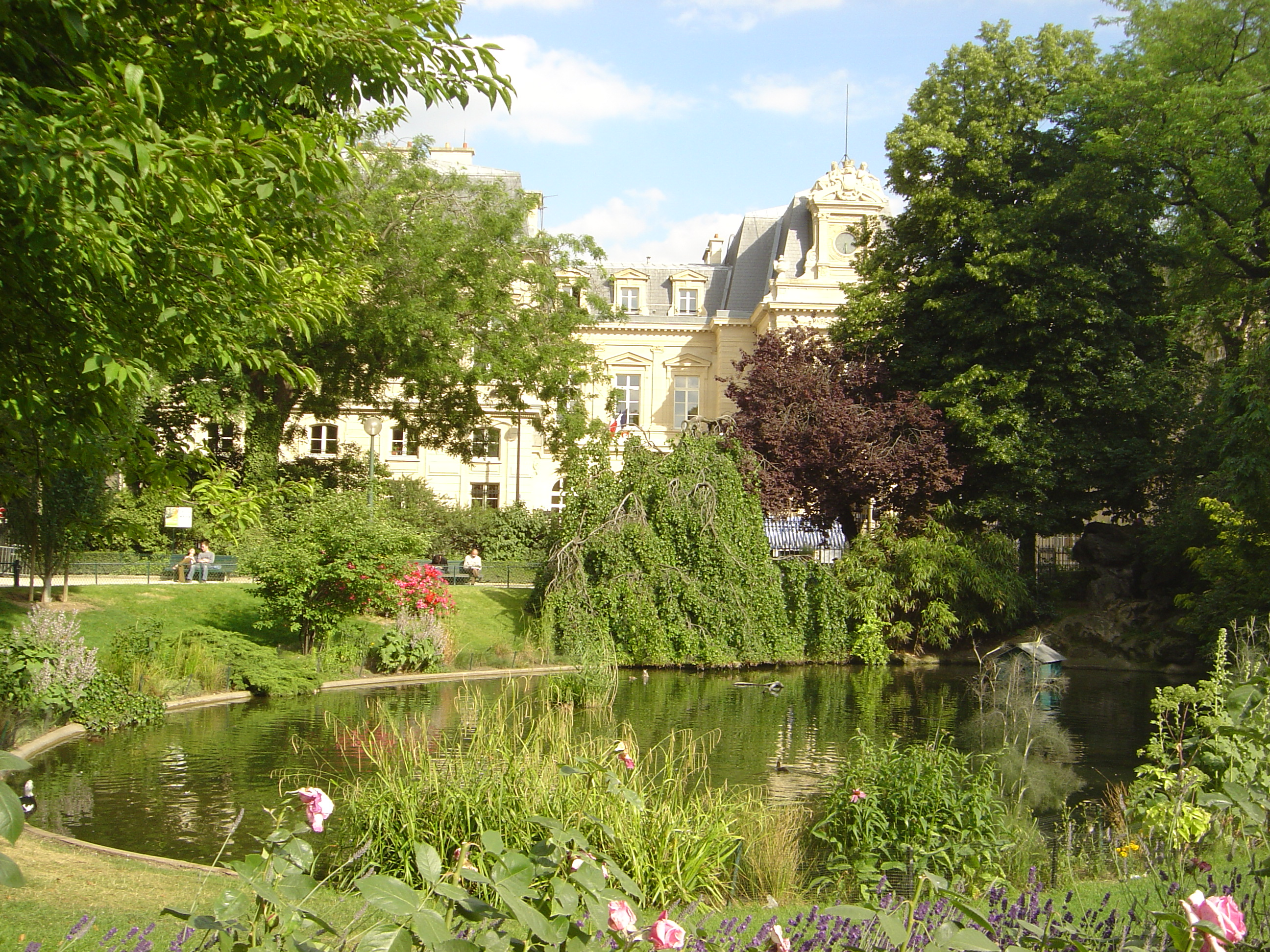
Square du Temple

- Conservatoire national des arts et métiers
- Musée des arts et métiers
- Archivi nazionali francesi
- Lycée Turgot
- Square du Temple
- Musée Carnavalet
- Hôtel Salé (Museo Picasso)
- Le Défenseur du Temps, orologio monumentale
- Hôtel de Rohan
- Hôtel de Guénégaud
- Hôtel Libéral Bruand (Museo della serratura)
- Hôtel Donon (Museo Cognacq-Jay)
- Hôtel de Marle (Centro culturale svedese)
- Square Émile-Chautemps

## Strade principali
- rue des Archives
- rue Bailly
- rue Beaubourg
- boulevard Beaumarchais

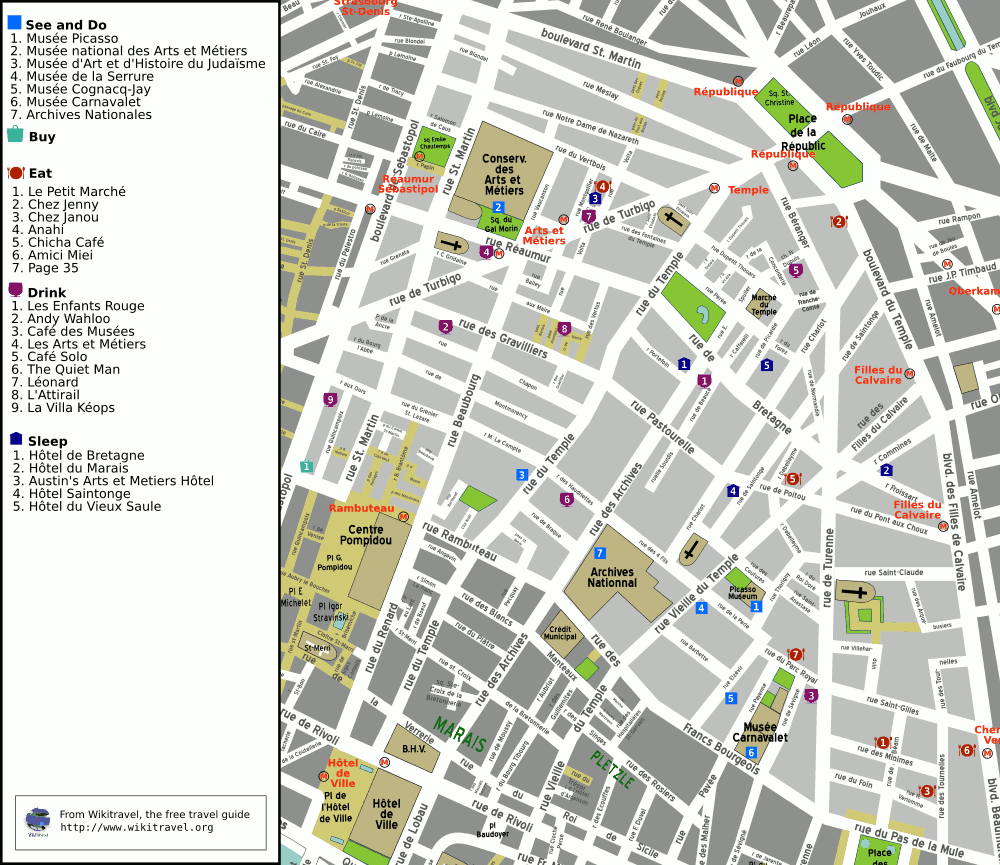
Mappa del III arrondissement

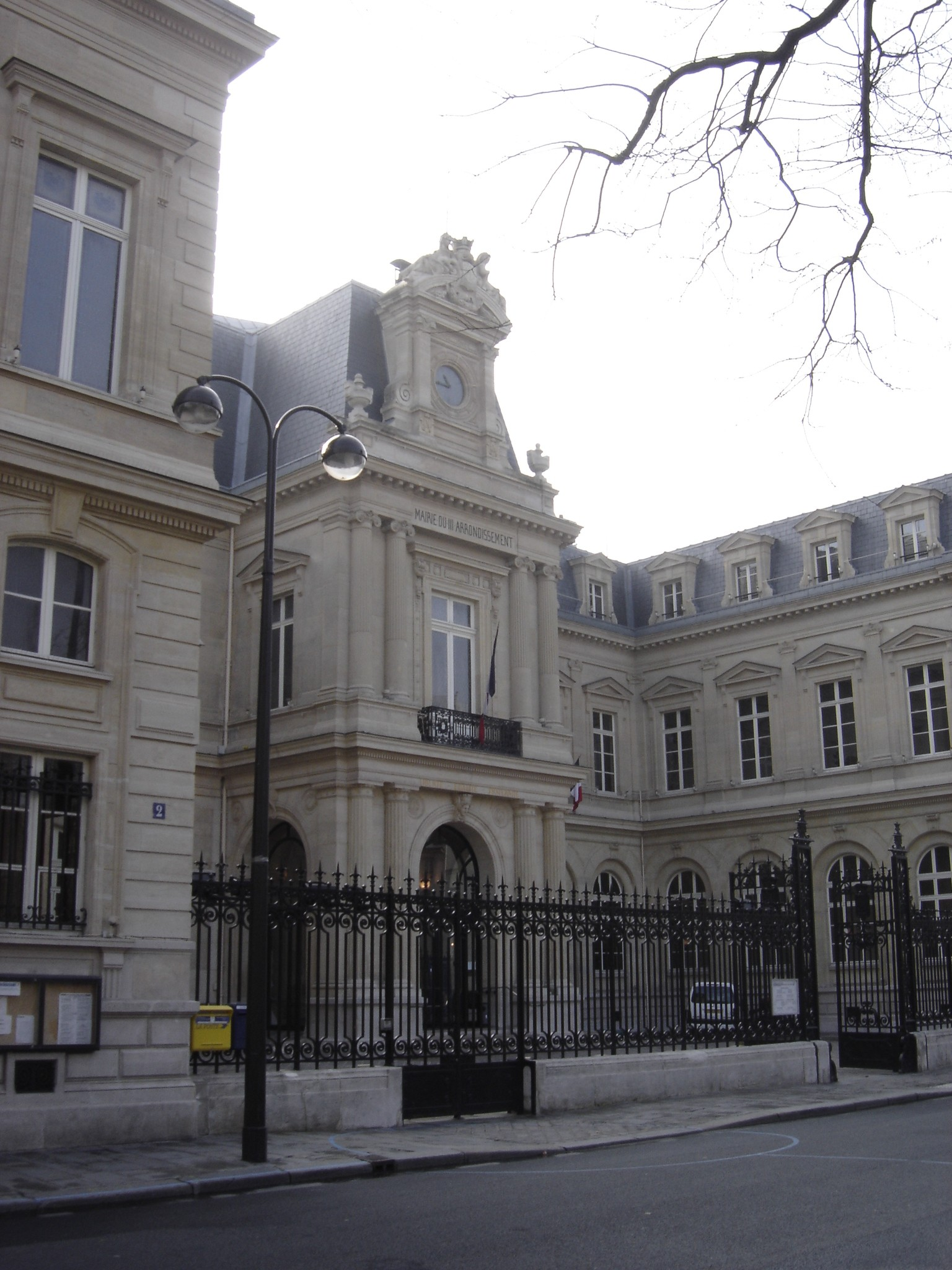
La Mairie, al numero 2 di rue Eugène Spuller

- rue Béranger (dove ha sede il quotidiano Libération)
- rue Blondel
- rue Borda
- rue du Bourg-l'Abbé
- rue de Bretagne
- rue Chapon
- rue Conté
- rue de la Corderie
- rue Cunin Gridaine
- rue Charles-François Dupuis
- cité Dupetit-Thouars
- rue Dupetit-Thouars
- rue des Fontaines-du-Temple
- boulevard des Filles-du-Calvaire
- rue des Francs-Bourgeois
- rue Gabriel Vicaire
- rue des Gravilliers
- rue Greneta
- rue Meslay
- rue Montgolfier
- rue de Montmorency
- rue Notre-Dame de Nazareth
- rue aux Ours
- rue Papin
- rue Paul Dubois
- impasse de la Planchette
- rue Rambuteau
- rue Réaumur
- place de la République
- cour de Rome
- rue du Roi-doré
- rue Sainte-Apolline
- boulevard Saint-Denis
- rue Saint-Martin
- boulevard Saint-Martin
- boulevard de Sébastopol
- rue Salomon de Caus
- rue Sainte-Élisabeth
- rue du Temple
- boulevard du Temple
- rue de Turbigo
- rue de Turenne
- rue Vaucanson
- rue du Vertbois
- rue des Vertus
- rue Vieille-du-Temple
- rue Volta

## Passaggi
- Passage d'Alombert
- Passage de l'Ancre
- Passage Barrois
- Passage des Gravilliers
- Passage Meslay
- Passage des Orgues
- Passage du Pont aux Biches
- Passage Sainte-Élisabeth
- Passage Vendôme
- Passage du Vertbois

## Quartieri
- Quartier des Arts-et-Métiers
- Quartier des Enfants-Rouges
- Quartier des Archives
- Quartier Sainte-Avoye